# Half-Life 2
Half-Life 2 — науково-фантастичний шутер від першої особи, продовження відеогри Half-Life, розроблене та видане Valve Corporation. Гра вийшла 16 листопада 2004 (21 листопада 2004 в країнах СНД, видана компанією SoftClub) для Windows і здобула найвищі оцінки багатьох авторитетних видань. Версія для Xbox була випущена 15 листопада наступного року. У складі збірки The Orange Box гра вийшла для Xbox 360 і PlayStation 3 наприкінці 2007 року. Вихід для Mac OS відбувся 26 травня 2010 року, а для Linux 9 травня 2013. 2014 року її було видано для пристроїв під керуванням Android з серії SHIELD.
Гра зібрала безліч нагород і 39 титулів «Гра року 2004». Розробка тривала шість років, протягом яких вихідний код гри був навіть викрадений і викладений у Інтернет. Кошторис Half-Life 2 становив близько 40 мільйонів доларів.
Станом на 2011 рік було продано понад 12 млн копій гри. У 2005 році вона була перевидана в колекційному коробковому виданні «Half-Life — гра року».
Сюжет продовжує події Half-Life та історію фізика Ґордона Фрімена. Після подій в комплексі «Блек-Меза» він отямлюється, пробуджений загадковим G-меном, через 20 років у антиутопічному світі. Вся Земля перебуває під тоталітарною владою Комбінації, де пересічні люди ведуть жалюгідне існування, поки цивілізація занепадає, а з планети до інших світів викачуються ресурси. Проте Ґордон, познайомившись з підпіллям, починає боротьбу проти влади загарбників, даючи людям надію на краще життя.

## Ігровий процес

### Однокористувацька гра

Ґордон Фрімен бореться з солдатами Комбінації на вулицях Сіті 17. За ним слідує загін повстанців.

Як і попередниця, Half-Life 2 є шутером від першої особи, поділеним на кілька глав. Гравець виступає в ролі мовчазного героя Ґордона Фрімена. Продовження має майже ту ж механіку, що й Half-Life, в тому числі систему здоров'я та зброї, і містить фізичні головоломки. Окрім того, гра використовує новий рушій Source Engine, який забезпечує новий рівень реалізації довкілля, і поліпшену графіку. Попри переважно лінійний характер, гра пропонує численні необов'язкові сховки з припасами, які полегшують проходження.
Ґордон Фрімен має окремо параметри здоров'я і броні скафандра (по 100 пунктів максимум для кожного[⇨].). Здоров'я можна миттєво відновити знайденими аптечками, медичними станціями. Броня відновлюється при збиранні батарейок і від настінних зарядних пристроїв. Була додана можливість зближення зображення через вбудований бінокль. Костюм Фрімена має окрему батарею, яка сама поступово відновлює заряд, коли він не витрачається на такі функції як ліхтарик, біг і дихання під водою.
Кількість боєприпасів, яку персонаж може носити з собою, порівняно з попередньою грою зменшена. Натомість Ґордон за сюжетом отримує гравітаційну гармату, яка дозволяє маніпулювати неорганічними об'єктами, кидати їх в ворогів і вирішувати головоломки. Частина зброї має основний і альтернативний вогонь, наприклад, автомат як вистрілює звичайні кулі, так і викидає гранати з підствольника.
Багато ворогів, які знайомі за першою частиною, з'являються і у другий, такі як гедкраби, барнакли і зомбі гедкрабів, але більша частина гри відбувається у сутичках з Комбінацією, яка використовує проти Ґордона й жителів Сіті 17 значні військові сили: від солдатів Цивільної оборони до бойових машин-синтетів.
Хоча більшу частину гри Ґордонові доводиться боротися одному, як і в першій Half-Life, іноді він користується допомогою союзників. В більшості це члени Опору, але ще зустрічаються й дружні прибульці з інших світів вортигонти, і підконтрольні мурашині леви. У деяких ключових локаціях Ґордон зустрічається з важливими NPC, такими як Алікс Венс, Барні Калхаун і робот Алікс — Пес.

### Багатокористувацька гра
30 листопада 2004 року Valve випустила доповнення Half-Life 2: Deathmatch і повний SDK безкоштовно для всіх власників Half-Life 2. Пізніше Valve надала можливість безкоштовно одержати Deathmatch власникам відеокарт ATI і NVidia навіть якщо вони не мають Half-Life 2.

## Сюжет

### Передісторія Half-Life
Дія першої частини Half-Life відбувалася у вигаданому підземному дослідницькому комплексі «Блек-Меза». Експеримент над так званим аномальним матеріалом (з виходом Half-Life 2 Episode Two стало відомо походження цього матеріалу — його приніс G-мен) несподівано призвів до «каскадного резонансу», що створив портал в інший світ, Зен, і відкрив дорогу для цивілізації істот, що його населяє, та простій фауні. Граючи роль Ґордона Фрімена, науковця, що безпосередньо брав участь у дослідженні, гравець повинен був вибратися з комплексу, наповненого прибульцями, а потім і урядовими військами, прибулими знищити всіх свідків аварії.
В битві з головним антагоністом Half-Life, лідером прибульців Нігілантом, Ґордон міг почути від нього, що цивілізація Зену насправді сама рятувалася від великої загрози. Після цього Фрімена (в разі його згоди) рятував G-мен. У Half-Life 2 з газетних вирізок можна довідатися, що під час подій в «Блек-Мезі» по всій планеті стали відбуватися руйнівні портальні шторми — відкриття порталів до інших світів, які не припинялися навіть після знищення комплексу ядерною бомбою.
Half-Life 2 продовжує історію приблизно через пару десятиліть після інциденту в «Блек-Мезі», коли згадувана Нігілантом загроза — Комбінація (англ. The Combine), вже захопила Землю. Ґордон Фрімен пробуджується G-меном у Сіті 17 — одному з останніх міст на Землі, розташованому десь у Східній Європі.

### Світ Half-Life 2

Для знищення повстанців в Сіті 17 існують спеціальні дрони — Менгеки

Більшість подій гри відбуваються в місті Сіті 17, яке перебуває під владою тоталітарного уряду, на чолі якого стоїть адміністратор, доктор Воллес Брін, що був керівником науково-дослідницького комплексу «Блек-Меза». Але Брін, у свою чергу, сам маріонетка прибульців — Комбінантів (англ. The Combine). Жителі паралельного світу Зен задовго до інциденту в «Блек-Мезі» втекли туди з рідних світів під натиском Комбінації та лише рятувалися, вторгнувшись на Землю. Викид енергії, викликаний каскадним резонансом, привернув увагу Комбінантів, і незабаром він здійснив жорстоку атаку на людство, названу «Семигодинною війною». За те, що після семи годин війни доктор Брін виступив від імені людства та змусив землян скласти зброю, він і заслужив заступництво Комбінації й став їхнім повноважним представником на Землі.
На час подій гри Комбінація практично повністю контролює планету, крім лише декількох таємних осередків Опору та пусток. Ґордон після прибуття в Сіті 17 бачить жорсткий контроль з боку окупантів, який підноситься як благо. Як переконує Брін, завдяки технологіям прибульців, «наших Доброчинців», людство після портальних штормів отримало нові можливості та краще життя, а згодом стане доступне і безсмертя, якщо люди доведуть своєю службою, що гідні такого дару. Сіті 17 він називає найкращим з уцілілих міст, куди прибувають люди з інших регіонів.
Гордон спостерігає повсюдну інтеграцію чужинських технологій, за допомогою яких насправді ведеться тотальний контроль над населенням, що живе в скрутних умовах. Місто складають старі будинки, в яких люди майже не мають особистих речей. Комунікації, транспорт, лишилися від часів двадцятирічної давнини і почасти зламані. З цим різко контрастують фантастичні чорні металічні механізми Комбінату, такі як комп'ютери і генератори силових полів. Повсюдно висять агітаційні плакати й монітори, звідки ведеться пропаганда Комбінації. Над містом літають мобільні сканери, що фотографують всіх, хто прибув у місто і стежать за жителями. Патрулі цивільної оборони — людей, котрі вирішили служити Комбінації за привілеї, вчиняють облави і репресують всіх, бодай якось незгідних з правлінням Бріна та його покровителів. За час перебування на Землі загарбники встановили в найбільших містах хмарочоси Цитаделі з «полями придушення циклу розмноження», які не дозволяють людям мати дітей. Як наслідок людство поступово вимирає. У своїх подорожах Фрімен стає свідком добування ресурсів Комбінацією — океани осушуються, через що річки міліють і оголюються великі простори морського дна.
Головна тема й світ Half-Life 2 з усіма цими елементами складають антиутопію, що має багато запозичень та науково-фантастичних посилань на відомі антиутопічні твори. Багато деталей цього стилю залишені на розсуд гравця:
- Доктор Брін — пряме посилання на образ Старшого Брата з роману Джорджа Орвелла «1984», він з'являється на моніторах і постерах усюди в Сіті 17, має образ доброзичливого та мудрого правителя, який дослухається до кожного.
- Мешканці вдягнені в однакову уніформу й живуть в огидних умовах, усе під контролем твердої поліцейської сили. Населення тримається в страху будь-якої миті бути заарештованим, зазнати тортур чи бути вбитим. Пропаганда переконує в ворожості просторів поза містом.
- Існує чітка соціальна ієрархія, що захищається низкою правил, які вимагають згоди й підпорядкування, і строго регулюються, нагадуючи поділ членів партії у «1984». Наприклад, розподілено куди можуть і не можуть заходити пересічні жителі, а цивільна оборона користується високими технологіями й терміналами з відеозв'язком, подібно до Зовнішньої партії.
- Використовується новомова з новими словами і старими в нових значеннях, такими як антигромадянин, невідповідність (у значенні злочину).
- Не існує національних і державних знаків: крім натяків, що дія відбувається в Східній Європі, ніяких точних даних щодо цього немає. Місто, де розгортаються дії, відоме лише під назвою Сіті 17, подібно до «Військово-повітряної зони 1» в «1984»[14][15].

Вважається, що Сіті 17 засноване на Софії, столиці Болгарії, рідному місті художнього директора Half-Life 2, Віктора Антонова. Ця гіпотеза заснована на схожості панорами Сіті 17 і Софії, а також на тому, що часто з'являються слов'яномовні слова (слово «цимент» на одному з будинків дозволяє вважати, що це болгарська мова, а не російська. Але на плакатах на стінах іноді зустрічаються російські назви, наприклад, «Театр В. С. Меєрхольда». Фанати все ж вважають, що одна з локацій, Рейвенгольм, має на увазі Воронеж на англійський лад (raven — англ. ворон). При витриманих у грі масштабних локаціях це означало б, що вся дія відбувається в Росії. Безліч старих машин у грі також мають реальні прототипи з колишнього СРСР, хоча їхні номерні знаки не схожі на прийняті в СРСР. Як локомотиви в Сіті 17 використаються моторні вагони дизель-поїздів ДР1 зі зрізаним пасажирським салоном — ці поїзди вироблялися в Ризі, що входила тоді в СРСР, зараз вони поширені на території Росії, країн Балтії й СНД. Отець Григорій має ім'я, досить характерне для Східної Європи, а назва Сіті 17 нагадує радянські засекречені міста на кшталт Арзамас-16).
Самі розробники в книзі «Half-Life 2: Raising the Bar», що розповідає про процес створення гри, стверджують, що Сіті 17 не мало єдиного прототипу, а було створене після вивчення архітектури багатьох східноєвропейських міст в Болгарії, Румунії та Росії.

### Глави
Як і перша частина, Half-Life 2 розділена на глави:
Глава 1: Точка проникнення (англ. Point Insertion) — після видіння G-мена Гордон Фрімен отямлюється на пасажирському потязі, що прямує до Сіті 17. Громадянин, який їхав з ним, каже, що не помітив, як Гордон сідав у поїзд. На вокзалі Гордон намагається зрозуміти де опинився, однак, співробітники місцевої поліції, Цивільної оборони (ЦО), змушують його пройти в кімнату для допитів. Офіцер, який повинен був допитувати Фрімена, несподівано знімає маску, і Гордон впізнає в ньому старого друга, Барні Калхауна, колишнього співробітника охорони «Чорної Мези». Виявляється, Барні впровадився до лав ЦО, працюючи під прикриттям на Опір. Він відправляє Гордона в підпільну лабораторію доктора Кляйнера, колишнього вченого, нині також учасника Опору. Просуваючись по місту, Гордон спостерігає сцену масових арештів у житловому будинку; дві людини на вулиці зауважують: «Ось так завжди… спочатку будівлю, потім і весь квартал». Детектори Комбінату фіксують «відхилення у чисельності» людей в будівлі та поліцейські починають переслідувати Гордона. У підсумку наздогнавши його, вони приголомшують Гордона паралізуючими електрокийками, але його рятує Алікс Венс — дочка колишнього колеги Фрімена, Ілая Венса. Алікс проводить Гордона в лабораторію доктора Кляйнера, приховану в підсобних приміщеннях поряд з міською електростанцією.
Глава 2: «Червоний день календаря» (англ. A Red Letter Day) — Айзек здивований появі Гордона і вирішує, що його найкраще відправити в «Східну Чорну Мезу», базу повстанців за містом біля старої ГЕС, за допомогою сконструйованого ним телепорту. Кляйнер видає йому вдосконалений захисний HEV-костюм, здатний заряджатися від систем Комбінату. Спершу доктор телепортує Алікс, але телепортація Фрімена відбувається невдало. Через пошкодження телепорту домашнім улюбленцем Кляйнера — гедкрабом на кличку Ламарр, Фрімена перекидає в різні місця, зрештою лишивши неподалік від лабораторії Кляйнера. Фрімену доводиться вибиратися з міста до «Східної Чорної Мези» пішки, минаючи вокзал, що помічають сканери і поліція. Він отримує від Барні ломик і вирушає в подорож, дорогою стикаючись з поліцією і добуваючи собі в сутичках іншу зброю.
Глава 3: Через канали (англ. Route Canal) — пробираючись через частково висохлі міські канали, Гордон, переслідуваний солдатами Комбінату, знаходить бази Опору, населені біженцями, повстанцями та вортигонтами — розумними прибульцями з Зену, що стали після Семигодинної війни союзниками Опору. Вибравшись на околицю міста, Фрімен знаходить табір повстанців, де йому дають аероглісер (англ. Airboat), що дозволяє перетнути заражені радіацією канали.
Розділ 4: Водна небезпека (англ. Water Hazard) — аероглісер Гордона помічають патрулі Комбінату та посилають за ним в погоню бойовий вертоліт. До того ж канали місцями перекриті, тож Фрімен змушений покидати глісер, щоб знищити охорону на заставах і відчиняти шлюзи. Коли Фрімен прибуває на проміжну базу Опору, вортигонт-механік вмонтовує на катер Гордона імпульсний кулемет, завдяки якому він знищує гелікоптер і втрачається з виду спецслужб Комбінату, та благополучно дістається бази.
Глава 5: Східна Чорна Меза (англ. Black Mesa East) — Гордон прибуває на базу Опору, сховану під скелястим масивом «Східну Чорну Мезу». Його зустрічає помічниця Ілая — Джудіт Моссман. Вона супроводжує Фрімена вниз, до лабораторії. Далі Алікс дає героєві граві-гармату та показує, як нею користуватися. Гордон навчається керувати граві-гарматою, граючи з роботом Алікс — Псом, оснащеним аналогічним маніпулятором. Раптом база піддається масовій атаці сил Комбінату і Гордону з Алікс доводиться повернутися всередину. Стеля, що обвалилася в результаті атаки, відрізає Гордону шлях назад і йому доводиться йти через підземний тунель, що веде в покинуте шахтарське містечко Рейвенгольм. Ілай Венс намагається застерегти не ходити туди, але зв'язок переривається.
Розділ 6: «Ми не ходимо в Рейвенгольм…» (англ. «We Don't Go To Ravenholm...») — Гордон незабаром розуміє, чому це місто покинуте: воно заповнене паразитами-гедкрабами, запущеними туди Комбінатом як засіб проти повстанців. Єдиний вцілілий, напівбожевільний отець Григорій, розставив по місту пастки і відстрілює перетворених на зомбі жителів, спочатку випробовуючи Фрімена. Коли той пробирається крізь усі пастки і зомбі, Григорій допомагає йому, давши дробовик і провівши на кладовище. Там він лишається «наглядати за паствою», а Гордон доходить до покинутої шахти, яка веде в доки на узбережжі біля Сіті 17.
Глава 7: Шосе 17 (англ. Highway 17) — Гордон знаходить базу Опору, яку атакують солдати Комбінату. Після відбиття атаки з Гордоном по відеозв'язку зв'язується Алікс та повідомляє, що Ілай захоплений та знаходиться в Нова Проспект, в'язниці суворого режиму і просить Гордона звільнити його: «Раніше це була в'язниця суворого режиму, а зараз дещо гірше. Зустрінемося біля вантажного поїзда…» Повстанці надають Гордону саморобний автомобіль — баггі, на якому він по берегу направляється до в'язниці. Водночас на полювання за Гордоном відправляють «Транслюдський підрозділ Вартових Комбінату» (англ. The Transhuman Arm of the Combine Overwatch).
Пересуваючись узбережжям, Гордону доводиться прориватися через численні блокпости та засідки і допомагати іншим повстанцям відбивати напади ворога (зокрема, на базі «Мала Одеса», якою командує полковник Одеса Каббедж). Становище Гордона ускладнює ще й та обставина, що почався сезон розмноження в комахоподібних істот, які живуть на узбережжі — мурашиних левів, і в цей час вони особливо агресивні.
Глава 8: Піщані пастки (англ. Sandtraps) — Гордон прибуває до «Височини Маяка», наступної бази Опору, і допомагає повстанцям відбитися від перших хвиль атаки сил Комбінату, але потім змушений продовжити свою подорож пішки. Таємна стежка виводить Фрімена з покинутого маяка до піщаного пляжу, під яким ховаються полчища мурашиних левів. Щоб не розбудити їх, Гордону доводиться пробиратися по скелях та використовувати різні хитрощі. В кінці шляху Фрімена чекає битва з Мірмідонтом — солдатом мурашиних левів.
Після перемоги над ним Гордон отримує фероподи — залози, наповнені феромонами, завдяки яким він тепер може керувати мурашиними левами та нацьковувати їх на ворогів. За допомогою мурашиних левів Гордон штурмує блокпости перед Нова Проспект. Коли він проникає на територію бази по старих трубах каналізації, охорона викликає два літаки-штурмовики, але Гордон успішно знищує їх і проникає в будівлю тюремного комплексу.
Глава 9: Нова Проспект (англ. Nova Prospekt) — проникнувши в стару напівзруйновану частину тюрми, Гордон прямує у бік вокзалу для зустрічі з Алікс. За допомогою мурашиних левів Фрімен долає опір охоронців в'язниці та зомбі, які проникнули в занедбані приміщення. Також гравця чекає дві сутички з охоронцями мурашиних левів. Тут вперше гравець чує, як доктор Брін звертається до солдатів з приводу невдачі захоплення Фрімена, називаючи їх виродками. Алікс пробирається до Гордона і допомагає йому оборонитися, перепрограмувавши охоронні турелі. Досліджуючи місцевий термінал, Алікс стає свідком розмови Джудіт Моссман з Бріном, з чого стає зрозуміло — Джудіт зрадила Опір.
Глава 9a: Завихрення (англ. Entanglement) (нерідка для Half-Life гра слів; слово entanglement позначає також фізичний термін «сплутані квантові стани») — Гордон з Алікс знаходять скутого Ілая. Алікс за допомогою зламу комп'ютера відправляє капсулу з Ілаєм в телепортаціонний зал, після чого вони з Гордоном починають розчищати собі шлях до телепорту. Гордон штурмує блокпости та відбиває послані проти нього спецзагони Комбінату, в той час як Алікс допомагає, відкриваючи двері і перепрограмовуючи турелі. Після цього вони знаходять Джудіт Моссман, котра намагається виправдатися, але Алікс не вірить їй. Всі троє проходять до телепортаційної зали, де Алікс наказує Джудіт телепортувати Ілая в лабораторію доктора Кляйнера. Але замість цього Моссман задає інші координати і встигає телепортуватися з Ілаєм. Поки телепорт заряджається для нового використання, Гордон та Алікс відбивають атаки солдатів Комбінату. Коли їм вдається запустити телепорт, до зали вриваються елітні бійці, пошкоджуючи обладнання.
Глава 10: Перший Антигромадянин (англ. Anticitizen One) — Гордон з Алікс прибувають в лабораторію Кляйнера, але поруч нікого немає. Айзек виходить назустріч озброєним і повідомляє, що вже й не сподівався побачити героїв живим, адже про них тиждень не було жодних звісток. Доктор розуміє, що телепорт якось перемістив їх у часі. За цей час Опір здійняв повстання і Сіті 17 поглинене хаосом, а вортигонти розвідали, що Ілай перебуває в Цитаделі. Алікс вирішує супроводжувати Кляйнера в безпечне місце, а в допомогу Гордону передає Пса, однак практично одразу робот вплутується в бій з технікою Комбінату. Потім Гордон зустрічає загін повстанців та разом з ними намагається пробитися до Цитаделі, щоб звільнити Ілая Венса. Загін Фрімена успішно пробиває собі дорогу з околиць міста. Незабаром до них приєднується Алікс: з її допомогою Фрімен знищує один з генераторів, що живлять енергією захисні системи Комбінату. Проте потім, вирушивши на розвідку, Алікс потрапляє в засідку і її відвозять на транспортері. Фрімен вирушає на пошуки Барні Калхауна.
Глава 11: «За Фріменом!» (англ. «Follow Freeman!») — від командира загону повстанців Гордон дізнається, що Барні притиснутий снайперами на даху, після чого визволяє його. Ввечері Гордон та Барні з повстанцями пробираються до опорної бази Комбінату, іменованої «Нексус Нагляду» (англ. Overwatch Nexus), щоб відключити генератори силового поля, яка блокує прохід до Цитаделі. Площа перед базою контролюється пристроєм придушення, що вражає повстанців променями з повітря.
Прорвавшись всередину будівлі, Фрімен руйнує три генератори, підходи до яких перекриті пастками та автоматичними кулеметами. Крім того, на захист будівлі Комбінат постійно направляє загони десанту. Після того, як пристрій придушення відключається, площа перед будівлею стає полем битви повстанців та військ Комбінату. Барні залишається в будівлі координувати інші загони, в той час як сам Фрімен повинен пробратися до складу з боєприпасами для РПГ, щоб знищити численних крокуючих синтетів страйдерів. За допомогою Фрімена повстанці відбивають цю атаку, а Гордону належить наступна битва біля підніжжя Цитаделі, де на руїнах житлового кварталу повстанців атакує ще один загін страйдерів за підтримки численної піхоти.
Після битви біля стіни, Гордон знову зустрічає Барні і Пса. Пес пробиває в стіні пролом, а Барні говорить Фрімену: «Якщо побачиш Бріна — передай йому, щоб ішов нахрін!» (англ. «If you will see Dr.Breen, tell him: Fuck you!»).
Глава 12: Наші Покровителі (англ. Our Benefactors) — Гордон пробирається в Цитадель крізь занедбані каналізаційні канали. Він потрапляє в глухий кут, і йому доводиться подорожувати далі в транспортній капсулі (англ. Pod), що рухається кудись в лабіринтах споруди. Він помічає численних сталкерів — спотворених людей, які обслуговують системи Комбінату під наглядом солдатів, і підготовку військ. Система безпеки опізнає Гордона як загрозу та поміщає його в конфіскаційне поле, яке знищує всю зброю, крім гравітаційної гармати. При спробі знищення цього пристрою система дає збій і, навпаки, дає нові можливості. До місця пригоди спішать бійці Комбінату, та граві-гармата набуває можливості притягувати і вражати органічну матерію та анігілювати ворожу зброю. Скафандр Фрімена збільшує ємність броні та отримує змогу лікувати, використовуючи тільки енергію. Озброєний лише гарматою і костюмом, Гордон розчищає свій шлях на верхні рівні Цитаделі. Дорогою до нього з терміналів звертається Воллес Брін, намагаючись переконати, що пішовши на співпрацю із загарбниками, він врятував людство. Гордон не зважає і, знищуючи нападників, знову потрапляє у глухий кут, де стикається вдруге з необхідністю подорожувати в капсулі.
Глава 13: Темна енергія (англ. Dark Energy) — капсула з Гордоном піднімається на верхні поверхи Цитаделі, де один з елітних солдатів охорони відбирає граві-гармату, поки Гордон знерухомлений. Джудіт Моссман зустрічає колишнього вченого та супроводжує капсулу з ним у кабінет Бріна, де Гордон нарешті стикається з ним особисто. Брін намагається переконати полоненого Ілая, також поміщеного в капсулу, перейти на бік Комбінату, але, коли лідер Опору відмовляється, Брін показує захоплену його військами Алікс. Коли Брін розуміє, що навіть під страхом заподіяння шкоди Алікс йому не вдасться переконати Ілая, він говорить, що той йому більше не потрібний, і починає погрожувати Гордону. Але коли він приймає рішення відправити Ілая і Алікс через телепорт в світи, де, на його думку, неможливо вижити, Джудіт сумнівається в правильності його дій. Джудіт, погрожуючи Воллесу шокером, звільняє Гордона. Брін невміло хапає граві-гармату та випускає розряд в бік Гордона, після чого тікає до телепорта на вершині Цитаделі. Моссман і Ілай залишаються в кабінеті Бріна, збираючись покинути Цитадель у його персональній транспортній капсулі, а Гордон з Алікс кидаються в погоню.
Дівчина намагається зупинити переміщення за допомогою комп'ютера, але їй це не вдається, оскільки Брін передав керування телепортом на інший бік, і Гордону доводиться вирушати слідом за Воллесом. На своє лихо, Брін залишає граві-гармату в залі керування, за допомогою неї Гордон проривається до телепорта. Воллес насміхається зі Фрімена, передчуваючи, що скоро опиниться поряд зі своїми покровителями з інших світів. Над Цитаделлю виникає портал, звідки вилітають штурмовики, але Гордон вражає їх захопленими граві-гарматою енергетичними сферами, якими живиться телепорт, а потім і приймач телепорта. Брін падає, у цей момент відбувається масштабний вибух, але час застигає та перед Гордоном з'являється G-Man. Він повідомляє, що отримав кілька цікавих пропозицій щодо Фрімена. Все довкола темнішає, G-Man прощається і йде в світлий отвір, повідомивши, що покличе Гордона, коли на те знову настане час.
Після титрів гравець побачить гедкраба Ламарр, яку Айзек Кляйнер намагається спіймати і повернути на місце.

## Розробка
Робота над Half-Life 2 почалася одразу після виходу Half-Life з кількох карток, де були записані назви потенційних локацій. Письменник-фантаст Марк Лейдлоу текстово описав вступний епізод, де Гордон отямлюється в потязі, слухаючи пасажира, яким задав уявлення про майбутню гру. За 6 років розробки було зібрано понад 50000 зображень, на основі яких вибудовувався світ гри.

### Персонажі
Одним з першочергових завдань стало створити реалістичну лицеву анімацію персонажів. Для цього відібрали 40 зображень різних емоцій, з якими аніматори далі працювали в програмі Valve Faceposer. Для кожного персонажа створили бібліотеку емоцій, які визначали його образ. За основу персонажів бралися пересічні співробітники Valve. Вигляд Гордона Фрімена було засновано одразу на кількох реальних людях. До озвучування залучалися голлівудські актори, такі як Роберт Калп, Мішель Форбз, Майкл Шапіро.
В дизайні таких ворогів як зомбі та сталкери розробники орієнтувалися на те, щоб ці істоти викликали одночасно відразу і жаль. «Набагато страшніше боротися з божевільним заручником, ніж просто з чудовиськом, яке хоче зжерти ваші мізки», — зауважував Тед Бекмен. Подібним чином розроблявся образ Радників Комбінату, оснований на ідеї про людину, настільки залежну від технологій, що її кінцівки і органи чуття атрофувалися. Особливим різновидом ворогів стали синтети Комбінату — біороботи, що поєднують риси машини і тварини та є зміненими Комбінатом істотами із завойованих світів. Працюючи над рухами синтетів, аніматори брали за взірець рухи реальних тварин. Так, рухи страйдера засновані на рухах жирафа і горили.

### Сценарій
Упродовж розробки сценарій зазнав низки змін. Найперші ідеї для сиквелу розповідали про переміщення Гордона Фрімена різними планетами, на яких він би знищував створінь з Зену, але через відсутність зв'язку з попередніми іграми та погано прийнятий Зен у першій грі цю ідею було відкинуто. Далі дію перенесли на Землю. В одному сценарії Гордон прокидався у лікарні, звідки його визволяли повстанці, починалася погоня на машині швидкої допомоги, вони транспортували Гордона до секретної бази і кудись телепортували. Паралельно була придумана ідея про Гордона як агента, що працює на Джі-Мена. Він повинен був носити чорний латексний костюм та мати паразита в голові, який би вбивав його при відмові від співпраці. В іншому сценарії Землю захопили три інопланетні раси, що не мали назв: жукоподібні прибульці, що їздили на великих гусеницях, прибульці-воїни, що створили істот сактиків та прибульці що були схожі на Джі-Мена. Для продумування локацій розробники зібрались та писали ідеї на картках: застряглий у кризі корабель, підводна база повстанців, арктична база ворожої сили, Вашингтон (США), Каїр (Єгипет), Інститут науки Вейцмана, підземні тунелі, схожі на метро та прагоподібне місто-фортеця з Цитаделлю в ньому. Побачивши всі ідеї, Гейб Нюелл сказав «Це точно не Half-Life».
В 1999 році почали з'являтися перші ігрові ресурси. Зі згадок сценариста Марка Лейдлоу, гра починалась з Гордона, який прокидався у Арктиці. Блукаючи в тумані, було чутно звуки дзвіниці. Це — корабель «Бореаліс», застряглий у кризі. Пробираючись по ньому, герой зустрічав Оуена (пізніше Оделл) — інженера, який залишився останньою живою людиною на кораблі. Він розповідав, що Бореаліс доставляв припаси на базу повстанців «Кракен» під водою, але був атакований капсулами з сактиками, паразитами, що вбили весь екіпаж, проте Оуен відключив двигуни тим самим вбивши істот. Разом герої відбиваючись від істоти, що мала назву Розмножувач (The Breeder, пізніше Прибулець-асасин) знаходили субмарину, на якій потрапляли на «Кракен». Директором бази була Гелена Мосман (пізніше Джудіт Мосман), що організувала саботаж та затоплення бази, звільнивши «сталкерів». Сама вона втекла, забравши батареї для капсул, але Гордон знаходив спосіб втекти на капсулі. Далі він йшов на штурм станції керуванням погодою разом із капітаном Венсом, його дочкою Алікс та рекрутами. Там повинна була розгорнутись битва за невідомі чіпи з роботом. За героями прилітав літак С-130 і разом вони відправлялись в Сіті 17, щоб перемогти Консула та Комбінат. Літак підбивали, і він влітав у хмарочос «Вертіго». Алікс було поранено, і її забирали до Цитаделі, але в останній момент вона сказала знайти її батька біля брами Цитаделі. Гордон спускався на дахи будівель через хмарочос де пліч-о-пліч з людьми боровся з Комбінатом і навіть рятував солдат від снайпера, але все ж таки знаходив капітана Венса і потрапляв до Цитаделі й бачив страшну картину: Хелена тримає Алікс, і Консул, що перетворив себе на кіборга з метою жити вічно. Як гра мала закінчитись, невідомо.
Починаючи з 2000 року, у гру додалось більше локацій: цього разу гра починалась на зеленому полі, де Джі-Мен показував, що трапилось за час відсутності Гордона і саджав на потяг до Сіті 17, що їхав через Пустку — локацію за стінами, де не залишилося нічого живого. У потязі Гордон би зустрів Семюела — громадянина що віддав би йому маску для дихання та ввів у курс справ. Фрімен повинен був пройти через різні локації: вокзал, площу міста, місце будівництва, площу Консула, де він розказував через екрани, що повинен робити справжній громадянин і доходив до менхек-мркади, де люди під видом гри керували дронами менхеками та вбивали інших людей. Там його зустрічав замаскований Барні і казав іти до старої радіовежі, де герої зустрічались і потрапляли до лабораторії доктора Кляйнера (він мав інші імена: Алекс або Корт). Втрьох герої влаштовували диверсію на автобусі, по якому стріляла Цитадель, але Кляйнер та Барні помирали. Проте Барні перед смертю казав дійти пішки через Пустку до Ілая Максвела (стара версія Ілая Венса). Гордон ішов через канали, потрапляв через отвір в стіні до закинутого кар'єру, проходив кар'єрне місто (пізніше Рейвенхолм, також планувалась поява громадянина у масці що атакував зомбі запальними коктейлями, який пізніше перетворився на Батька Григорія) та спускався в печери де зустрічав короля Мурашиних Левів. Звідти він зустрічав Ілая, який жив із Т-Ботом1 (пізніше Пес) на звалищі. Тут Ілай показував на проєкторі що трапилось у світі та давав завдання знищити Повітрезмінник, що отруював повітря. Гордон йшов до найближчого депо Комбінату, яке прилягало до старої тюрми (пізніше Нова Проспект) і на потязі їхав на Повітрезмінник. Потяг збивала з колій Алікс Венс, але все-таки Гордон знищив ядро станції. Далі повторювались події 1999 року з Арктикою і поверненням до міста.
У 2002 році гра змінилась найбільше у атмосфері, менше — у інших аспектах: були прибрані смерті персонажів, перетворення Консула та скорочено кількість локацій у Сіті 17, «Вертіго» було перетворено на музей «Палац», кар'єр, Повітрезмінник та станція керування погодою були прибрані.
У середині 2002 року було відкинуто більшість матеріалів, та у 2003 гра вже нагадувала фінальний результат.

### Технічні аспекти
За основу було взято новий рушій, Source, здатний забезпечувати реалістичну взаємодію об'єктів. Першою завершеною сценою стала сцена в лабораторії Айзека Кляйнера, яка бралася за зразок для інших. Для деяких сцен спочатку озвучувалися діалоги, а після цього створювалися відповідні анімації та ефекти. Однією з важливих проблем стало освітлення персонажів для підкреслення їхніх емоцій.
Вигляд Сіті 17 був оснований на вигляді європейських міст з архітектурою 1930-1970-х років. Для цього бралися фотографії міст Болгарії, Румунії та Росії. При цьому творці прагнули не реалістичності, а створення відчуття спотворення, сюрреалізму, що забезпечувалося додавання контрастних елементів технологій Комбінату. Акцент ставився на гнітючій атмосфері. Численні деталі також слугували для створення ілюзії нелінійності гри.
У 2003 році Valve зрозуміли, що одна група розробників не може впоратися з розробкою. Її було розбито на кілька менших і дано жорсткіші завдання. Дизайн Сіті 17 розроблявся від грубих начерків до завершених локацій поступовим додаванням елементів: завалів, сміття, рослин. Створена локація кілька днів випробовувалася в ігровому процесі для виявлення помилок, зайвих чи відсутніх необхідних елементів. Для розрізнення ігрового процесу на різних стадіях готовності використовувалося різнокольорове оформлення локацій. Такі місця, як лабораторія Кляйнера були спочатку змодельовані на рушієві, а потім доопрацьовані у Photoshop, щоб мати уявлення про їхній образ для подальшої роботи.
Декотрі помилки рушія було вирішено залишити й обернути на користь. Так, гелікоптер в одній зі сцен замість стріляти викидав бомби. В підсумку це вилилося в сцену битви Гордона з таким гелікоптером-бомбардувальником.
Багато вирізаного контенту й нереалізованих ідей пізніше було додано до гри фанатами в вигляді модифікацій. Найповнішою з них вважається Dark Interval.

## Саундтрек
Всі нижчеперелічені треки були написані музикантом Келлі Бейлі. Деякі з них є оригінальними треками з Half-Life, в HL2 вони перейменовані. Власники спеціального колекційного видання гри, крім інших бонусів, одержали CD з оригінальними саундтреками. Цей CD окремо не продається.
Треки 16, 18 і 42 представлені тільки на CD. Треки 44 — 51 не включені до складу CD, але є в грі.
| - 1. «Hazardous Environments» (Valve Theme [Long Version]) — 01:26 - 2. «CP Violation» — 01:47 - 3. «The Innsbruck Experiment» — 01:09 - 4. «Brane Scan» — 01:42 - 5. «Dark Energy» — 01:34 - 6. «Requiem for Ravenholm» — 00:35 - 7. «Pulse Phase» — 01:11 - 8. «Ravenholm Reprise» — 00:54 - 9. «Probably Not A Problem» — 01:28 - 10. «Calabi-Yau Model» — 01:48 - 11. «Slow Light» — 00:46 - 12. «Apprehension and Evasion» — 02:19 - 13. «Hunter Down» — 00:17 - 14. «Our Resurrected Teleport» — 01:13 - 15. «Miscount Detected» — 00:50 - 16. «Headhumper» — 00:10 - 17. «Triage at Dawn» — 00:47 - 18. «Combine Harvester» — 01:27 - 19. «Lab Practicum» — 02:56 - 20. «Nova Prospekt» — 01:59 - 21. «Broken Symmetry» — 01:05 - 22. «LG Orbifold» — 02:54 - 23. «Kaon» — 01:13 - 24. «You're Not Supposed to Be Here» — 02:43 - 25. «Suppression Field» — 00:57 - 26. «Hard Fought» — 01:17 | - 27. «Particle Ghost» — 01:42 - 28. «Shadows Fore and Aft» — 01:28 - 29. «Neutrino Trap» (Hurricane Strings) — 01:37 - 30. «Zero Point Energy Field» (Cavern Ambiance) — 01:44 - 31. «Echoes of a Resonance Cascade» (Space Ocean) — 01:40 - 32. «Black Mesa Inbound» (Vague Voices) — 02:15 - 33. «Xen Relay» (Threatening Short) — 00:41 - 34. «Tracking Device» (Credits / Closing Theme) — 01:05 - 35. «Singularity» (Traveling Through Limbo) — 01:21 - 36. «Dirac Shore» (Dimensionless Deepness) — 01:28 - 37. «Escape Array» (Electric Guitar Ambiance) — 01:29 - 38. «Negative Pressure» (Steam in the Pipes) — 01:59 - 39. «Tau-9» (Drums and Riffs) — 02:08 - 40. «Something Secret Steers Us» (Nuclear Mission Jam) — 02:04 - 41. «Triple Entanglement» (Sirens in the Distance) — 01:34 - 42. «Biozeminade Fragment» (Alien Shock) — 00:34 - 43. «Lambda Core» (Diabolical Adrenaline Guitar) — 01:44 - 44. «Entanglement» — 00:39 - 45. «Highway 17» — 00:59 - 46. «A Red Letter Day» — 00:39 - 47. «Sand Traps» — 00:34 - 48. «CP Violation (Remix)» — 01:45 - 49. «Trainstation PT. 1» — 01:30 - 50. «Trainstation PT. 2» — 01:12 - 51. «Radio» 00:39 |

## Оцінки й відгуки
| Агрегатор    | Оцінка                      |
| ------------ | --------------------------- |
| GameRankings | 95,31 % (PC) 89.83 % (Xbox) |
| Metacritic   | 96/100 (PC) 90/100 (Xbox)   |

| Видання                      | Оцінка                     |
| ---------------------------- | -------------------------- |
| 1Up.com                      | 9/10                       |
| Computer Gaming World        | [ 20 ]                     |
| Edge                         | 10/10 (PC)                 |
| Game Informer                | 9.5/10 (PC) 7.25/10 (Xbox) |
| GamePro                      | (PC) · (Xbox)              |
| GameRevolution               | A-                         |
| GameSpot                     | 9.0/10 (PC) 8.3/10 (Xbox)  |
| GameSpy                      | [ 27 ]                     |
| GameTrailers                 | 8.5/10 (Xbox)              |
| IGN                          | 9.7/10 (PC) 9.4/10 (Xbox)  |
| Maximum PC                   | 11/10                      |
| Official Xbox Magazine (США) | 8.5/10                     |
| PALGN                        | 9/10                       |
| PC Gamer (США)               | 98 %                       |
| Play                         | A (PC) 9/10 (Xbox)         |
| Video Games (DE)             | 11/10[джерело?]            |

Half-Life 2 одержала безліч позитивних оглядів і дуже гарні продажі. Станом на 9 лютого 2011 року ця гра продалася накладом понад 12 млн примірників. Понад 4 млн було продано через сервіс цифрової дистрибуції Steam. Half-Life 2 стала однією з найвище оцінених відеоігор для ПК, згідно з даними агрегатора Metacritic, маючи середню оцінку в 96 балів зі 100.
Такі авторитетні видання, як GameSpy, The New York Times, The Cincinnati Enquirer,  VideoGamer.com, Eurogamer визнали Half-Life 2 найкращою у різноманітних аспектах і поставили найвищі з можливих оцінок. Численні рецензії особливо відзначали атмосферу гри і вдосконалений, порівняно з першою Half-Life, ігровий процес. PC Gamer, IGN, GamesRadar поставили близькі до найвищих оцінки.
Half-Life 2 здобула 39 нагород «ПК-гра року». На думку таких ресурсів, як GamesRadar, VG247 та IGN Half-Life 2 навіть через понад 10 років після випуску залишається одним з найкращих шутерів в історії ігор. Газетою «The Guardian» у 2019 році Half-Life 2 було присуджено № 4 в переліку 50-и найкращих відеоігор XXI століття.

## Нагороди

### 2003 рік
- Найкраще шоу E3 2003 — GamersDepot; GameSpy; Game Informer[44]; GameSpot[45]; IGN PC's Best of E3 2003 Awards[46]; Game Critics Awards: Best of E3 2003[47]
- The London Games Week Award — ECTS 2003[48]
- Кращий «новинний галас» 2003 року — GameSpot[49]
- Кращий відеоролик 2003 року — GameSpy; File Planet
- Найочікуваніша гра для PC 2004 — GameMag.ru
- 2004 № 1 Most Wanted — GameSpy[50]
- Краща PC-гра — GameSpy; Game Critics Awards: Best of E3 2003[47]
- Краща action-гра — GameSpy; IGN PC's Best of E3 2003 Awards[46] ; Game Critics Awards: Best of E3 2003[47]
- Неперевершена технологія — IGN PC's Best of E3 2003 Awards' '[46]
- Краща графіка — IGN PC's Best of E3 2003 Awards' '[46]
- BEST OF E3 2003 — Overall — Game Revolution
- BEST OF E3 2003 — Action — Game Revolution
- Спеціальна нагорода за графіку — Game Critics Awards: Best of E3 2003[47]

### 2004 рік
- Найкраще шоу E3 — GameSpy[51]
- Краща PC-гра — GameSpy[51]; IGN; Spike Video Game Awards 2004[52]
- Кращий FPS — GameSpy[51]; IGN[53]; Game Arena
- Неперевершена технологія — IGN
- Найкраща графіка — Spike Video Game Awards 2004[52]; IGN[54]; GameSpy
- Гра року на PC — IGN[55]; Game Arena; GameSpy; The Guardian
- Гра року — EDGE
- Нагорода за новаторство — EDGE
- Кращий графічний дизайн — EDGE; GameSpot
- Найкраща гра 2004 року — Game Arena
- Кращий бойовик — GameSpy
- Найкращий персонаж (Пес) — GameSpy
- Найгучніша новина року — GameSpy
- Найочікуваніша гра 2004 року — GameSpy
- Кращий бойовик — GameSpot
- Кращий бойовик на PC — GameSpy
- Найкраща гра на PC — GameSpy

### 2005 рік
- Найкраща гра року на PC — Voodoo Extreme; 4Players
- Кращий бойовик — Voodoo Extreme; PC Games
- Кращий бойовик на PC — Shacknews; 4Players
- Абсолютна гра року — Shacknews
- Найкращий сценарій — 4Players
- Краща графіка на PC — 4Players
- Кращий сіквел на PC — 4Players
- Найкраща гра 2004 року — BBC News[56] ; Playground.ru[57]; DriverHeaven; Fragzone[58]; PC Zone; Stuff; Absolute Games
- Найкраща гра — Eurogamer.net[59]; GDC 2005[60]
- Найкраща гра року — G4TechTV; PC Games; Pelit; Sky News; BAFTA; Golden Joystick Awards
- Кращий шутер 2004 року — Playground.ru[61]
- Найкраща графіка — PC Games; G-Phoria Awards
- Найкраща чоловіча роль (Гордон Фрімен) — GaMMeR
- Найкраща роль другого плану (Алікс Венс) — GaMMeR
- Найкращий ігровий світ — GaMMeR
- Кращі спецефекти — GaMMeR
- Кращий action — GaMMeR
- Краща локалізація — GaMMeR
- Гра року (2004) — GaMMeR; PCGameplay; AIAS; Game.EXE[62].
- Краща музика — Computer Gaming World
- Найкращий персонаж (Пес) — Computer Gaming World
- Краща гра 2004 року на PC — Dagbladet
- Найкраща гра на всіх ігрових платформах — Dagbladet
- Абсолютна гра 2004 року — IGN
- Комп'ютерна гра року — AIAS
- Інновації в комп'ютерних іграх — AIAS
- Видатні досягнення у графічному виконанні — AIAS
- Видатні досягнення в анімації — AIAS
- Кращий виступ чоловічого персонажа у грі (Роберт Гійом) — AIAS
- Видатні досягнення в опрацюванні геймплею' — AIAS
- Видатні досягнення у візуальній подачі гри' — AIAS
- Кращий шутер — AIAS; Країна ігор[62]
- Найкраща гра 2004 року в жанрі action — Absolute Games
- Кращий сіквел 2004 року — Absolute Games
- Найкращий ігровий сценарій 2004 року — Absolute Games
- Кращий візуальний ряд у грі 2004 року — Absolute Games
- Найкраща оригінальна ігрова музика 2004 року — Absolute Games
- Кращий звуковий дизайн у грі 2004 року — Absolute Games
- Гра 2004 року, в яку хочеться грати знову і знову'— Absolute Games
- Кращий відеоряд 2004 року — Tom's Hardware Guide(рос.)[63]
- Кращий FPS 2004 року — Tom's Hardware Guide(рос.)[64]
- Найкращий сюжет — Ігроманія[62]
- Гра року за сукупністю показників — Навігатор ігрового світу[62]
- Краща гра на PC — Країна ігор BAFTA
- Краща анімація — BAFTA
- Кращий художній напрям'— BAFTA
- Дизайн персонажів — GDC 2005
- Технологія — GDC 2005
- Сценарій — GDC 2005
- Краще жіноче озвучування (Мерл Дендрідж) — G-Phoria Awards
- Гра року на PC — GIGA GAMES AWARD 2005[65]
- Краща гра року на Xbox — GameSpy; PALGN
- Кращий шутер року на Xbox — GameSpy
- Ця гра повинна бути на Xbox 360 — GameSpy
- Вибір читачів — GameSpy
- Кращі з кращих у 2005 — GameSpy
- Кращий FPS на Xbox — IGN
- Краще використання звуку на Xbox — IGN

### 2009 рік
- Краща зарубіжна гра за останні 5 років' — Gameland Award 2009[66]

### 2012 рік
- Найкраща гра десятиліття — Spike VGA 10[67]

## Доповнення
З моменту виходу Half-Life 2 Valve випустила два доповнення й один додатковий рівень. Причому спочатку додаткові епізоди замислювалися як один великий аддон Half-Life 2: Aftermath. Але через деякий час було вирішено відмовитися від розробки великого продовження й розбити ігрову серію на три епізоди, що дозволило випускати ігри частіше, розкриваючи сюжет поступово.
Lost Coast — рівень, що початково розташовувався десь між главами «Highway 17» і «Sandtraps», але був вирізаний з гри, і згодом став демонстрацією нових можливостей графічного ядра Source, а саме застосування HDR-освітлення. У фінальній версії, за сюжетом, Гордон Фрімен незрозумілим чином опиняється на узбережжі біля покинутого рибацького селища. Від місцевого жителя він дізнається про розміщену в руїнах церкви зброю Комбінату, яку знищує і так само загадково зникає, як і з'явився.
Half-Life 2: Episode One — перше доповнення, дія якого розвивається відразу ж після закінчення другої частини, де Гордон і Алікс повинні встигнути втекти з Сіті 17, щоб не загинути під час вибуху Цитаделі. Проте їм доводиться спершу сповільнити ядро Цитаделі, повернувшись туди, щоб відтермінувати вибух. Алікс в ході виконання завдання отримує інформацію про підготовку Комбінатом нового нападу на Землю.
Half-Life 2: Episode Two — друге доповнення, дія якого розгортається здебільшого на відкритих просторах на околицях Сіті 17. Гордон з Алікс шукають спосіб закрити портал, крізь який має прийти нова хвиля прибульців. Для цього вони шукають дорогу в Білий гай, де розташована база повстанців з потрібними технологіями. Останнє випущене на сьогодні доповнення.
Half-Life 2: Episode Three — запланована завершальна частина трилогії Half-Life 2. Відомо, що Гордон відвідає покинутий в Арктиці корабель «Бореаліс» (англ. Borealis).
Half-Life 2: Survivor — аркадна гра для японського ринку випущена у партнерстві з Taito у 2006.
В інтерв'ю Eurogamer Гейб Ньюелл повідомив, що «епізоди» по суті і є Half-Life 3 і точніше було б говорити «Half-Life 3: Episode One». Гейб також сказав, що випуск епізодів — це найкращий варіант, що не змусить фанатів гри чекати ще шість років, щоб побачити продовження.
28 березня 2015 року в Steam стало доступне схвалене Valve фанатське доповнення Half-Life 2: Update, яке осучаснює графічну складову гри. Воно включає поліпшення спеціальних ефектів та освітлення, збільшену деталізацію світу, виправлення деяких багів оригіналу та коментарі розробників.

### Оновлення до 20-ї річниці
16 листопада 2024 року, на честь 20-ї річниці гри, Valve оновила Half-Life 2 для Steam, додавши підтримку Steam Workshop, що дозволило завантажувати моди безпосередньо з клієнта Steam. Крім того, в базову гру включені Episode One і Episode Two, які можна запускати з головного меню, а гравці автоматично переходять до них після завершення основної гри.
Оновлення також виправило деякі баги та відновило втрачений контент, зокрема з'явилась можливість увімкнути використання оригінальних візуальних ефектів з першого релізу гри. Як і в оновленні до 25-ї річниці Half-Life, було додано нові графічні налаштування та оновлення керування геймпадом.

## Перевидання
Директор студії Saber Interactive Меттью Карч звернувся до Гейба Ньюелла з проханням дозволити ремейк Half-Life 2, але отримав відмову: «Вибач, якщо ми збираємося зробити, то власними силами».
22 серпня 2023 року на Gamescom 2023 була анонсована Half-Life 2 RTX — офіційне перевидання, узгоджене з Valve, розробкою якого займається команда Orbifold Studios, сформована з модмейкерів, які створювали моди для Half-Life 2, і підтримувана Nvidia. Відмінною особливістю є впровадження технології трасування променів RTX від Nvidia, що вплинуло на відображення матеріалів, освітлення та інше. Крім цього, перевидання міститиме повністю перероблені ігрові асети.